# Путевой съезд

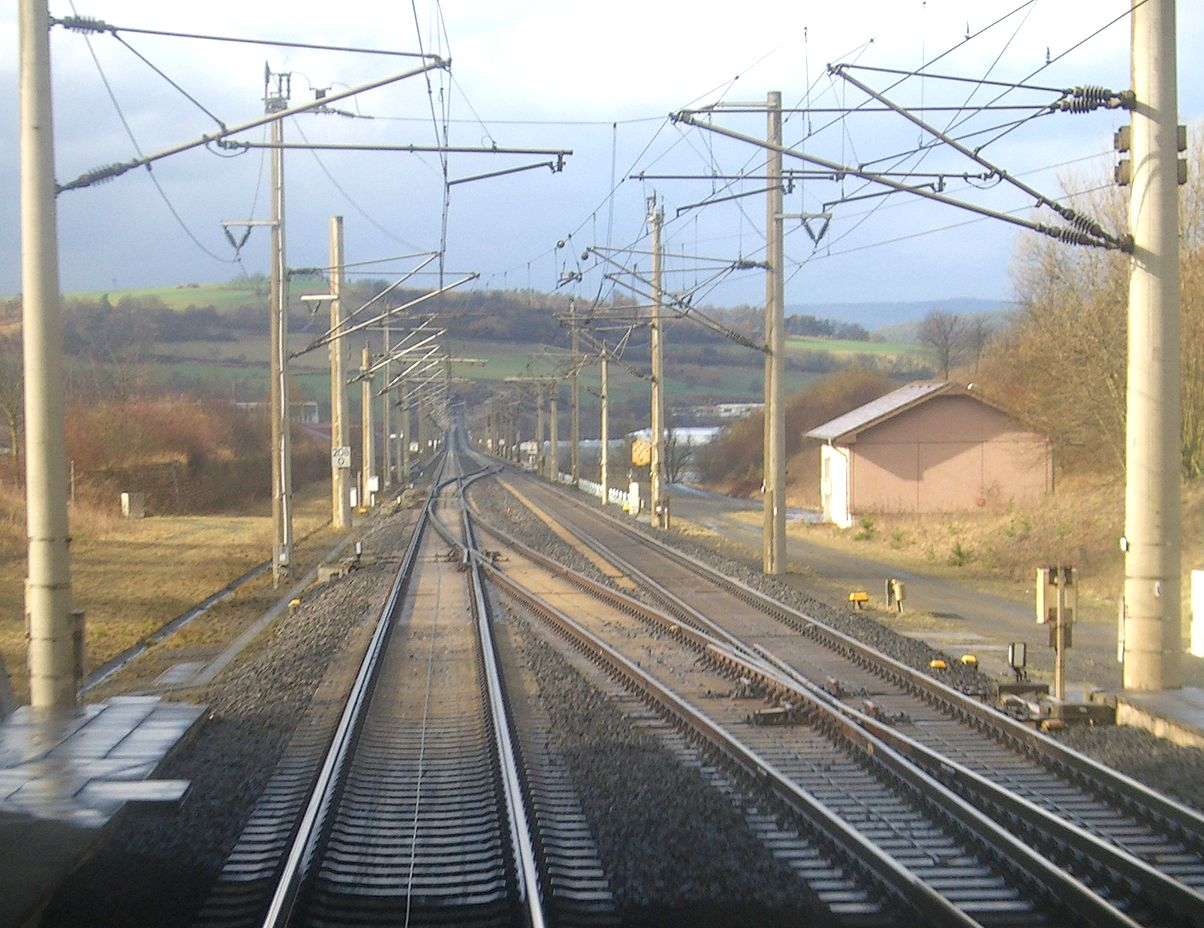
Два последовательно расположенных съезда

Путево́й съезд — соединение двух железнодорожных путей с применением стрелочных переводов (по которому подвижной состав может съехать с одного пути на другой). Съезды — типичный элемент путевого развития железнодорожных станций.
По конструкции съезды подразделяются на одиночные и двойные перекрёстные.
Одиночный съезд состоит из двух стрелочных переводов и соединяющего их пути.

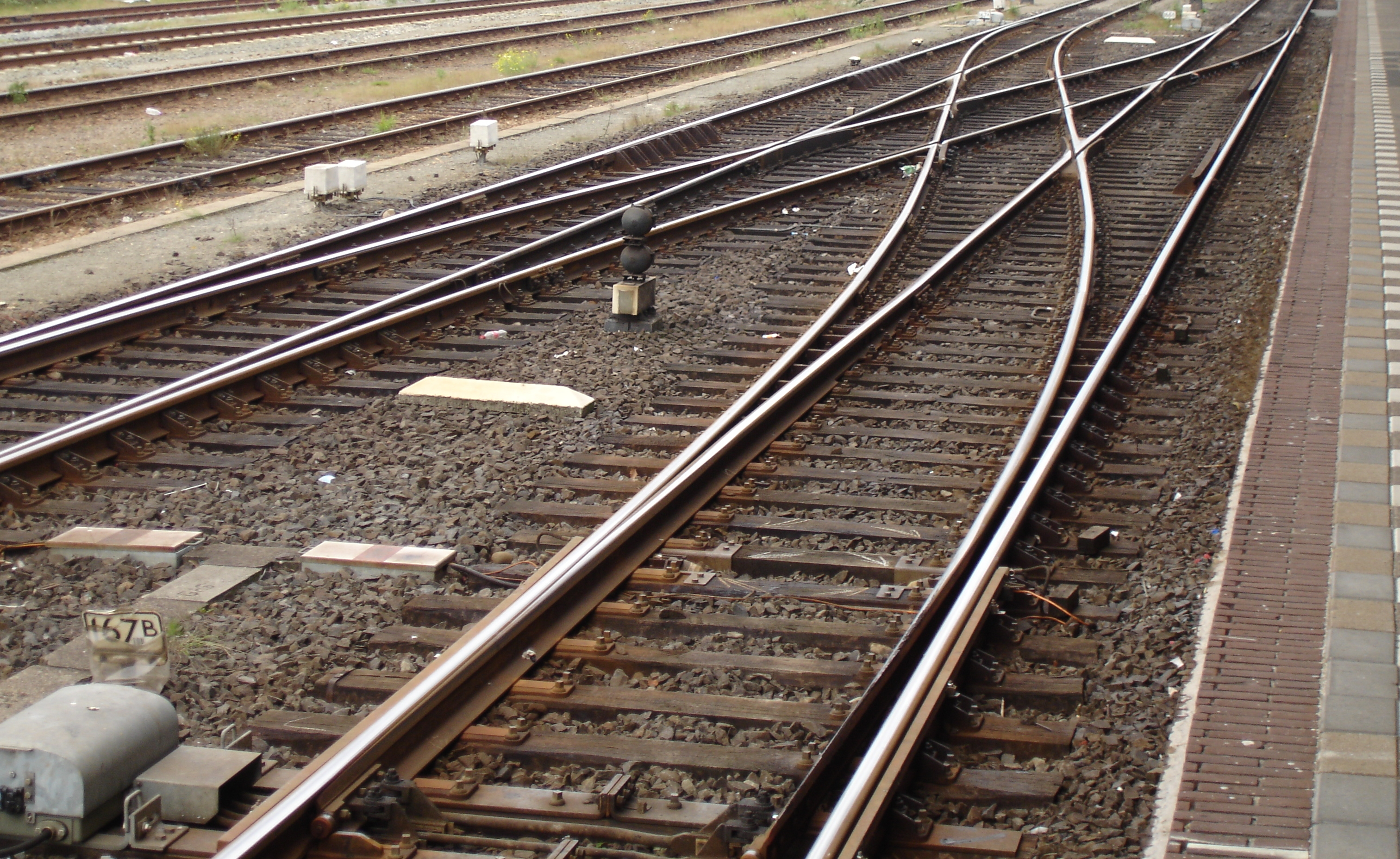
Двойной перекрёстный съезд

Двойной перекрёстный съезд состоит из четырёх стрелочных переводов и глухого пересечения соединительных путей и является объединением двух съездов противоположных направлений, совмещённых в пространстве.

## Пошёрстныйипротивошёрстныйсъезды
Так же, как и для стрелочных переводов, различают пошёрстное и противошёрстное направления движения по съезду: по противошёрстному съезду подвижной состав отклониться может, а по пошёрстному — нет. Для правостороннего движения по двухпутной линии пошёрстный съезд имеет в плане форму буквы «И», а противошёрстный — буквы «N» (для левостороннего, соответственно, наоборот).
Противошёрстные съезды представляют потенциальную опасность схода с рельсов или столкновения поездов в случае неисправности (например, противошёрстного взреза стрелки). Сход с последующим разворотом вагона поперёк пути послужил одним из факторов, усугубивших тяжесть железнодорожной катастрофы под Эшеде.
Также из-за неверно переведенной стрелки противошёрстного съезда произошло крушение на станции Купавна. Поэтому количество противошёрстных съездов на двухпутных линиях стараются сводить к минимуму, а места их расположения тщательно выбираются.